# Lichtenštejnská monarchie
Lichtenštejnská monarchie je ústavní forma vlády, kterou jako hlava státu Lichtenštejnsko vládne dědičný panovník. Současným panovníkem je kníže Hans Adam II. Rod Lichtenštejnů, po kterém bylo v roce 1719 pojmenováno suverénní knížectví, pochází z Lichtenštejnského hradu v Dolních Rakousích, který rod vlastnil od poloviny dvanáctého století do třináctého století a od roku 1807. Je to jediná zbývající evropská monarchie, která praktikuje přísnou agnatickou primogenituru.

## Dějiny
V průběhu staletí získala dynastie obrovské plochy půdy, převážně na Moravě, v Dolních Rakousích, ve Slezsku a Štýrsku, i když ve všech případech byla tato území držena v lénech pod jinými vyššími feudály, zejména pod různými liniemi Habsburků, kterým několik lichtenštejnských knížat sloužilo jako blízcí rádci.
Bez jakéhokoli území drženého bezprostředně od císařské koruny se rod Lichtenštejnů, ač šlechtický, nekvalifikoval na křeslo ve sněmu Svaté říše římské. Koupí malého panství Schellenberg a hrabství Vaduz v roce 1699 a 1712 od hrabat Waldburg-Zeil-Hohenems získali Lichtenštejnové bezprostřední pozemky ve Svaté říši římské, díky nimž získali křeslo v říšském sněmu. Císař Karel VI. tak dne 23. ledna 1719 nařídil, že Vaduz a Schellenberg budou napříště sjednoceny a povýšeny na Fürstentum (knížectví) pod názvem „Lichtenštejnsko“ pro „(jeho) pravého služebníka Antonína Floriána z Lichtenštejna“.
Přestože rod nadále vlastnil větší území v různých částech střední a východní Evropy, právem na status Lichtenštejnska jako říšského stavu se z rodiny bohatých urozených rakouských dvořanů stala dynastie říšských knížat, která nadále sídlila v hlavním městě císařství Vídni nebo na svých větších panstvích jinde, neusadili se ve svém knížectví déle než 300 let a do své alpské říše se přestěhovali až v roce 1938, po rozpadu Svaté říše římské a Rakouska-Uherska.

## Pravomoci
Kníže z Lichtenštejna má široké pravomoci, které zahrnují jmenování soudců, odvolávání ministrů nebo vlády, právo veta a vypisování referend. Referendum v roce 2003 bylo návrhem knížete Hanse Adama II. na revizi částí ústavy, na jedné straně rozšíření moci panovníka o pravomoc vetovat legislativu a na druhé straně zajištění možnosti pro občany zrušit monarchii hlasováním kdykoli, aniž by podléhalo knížecímu vetu. Současně bylo uznáno právo na odtržení farností, které tvoří knížectví.
Kníže Hans Adam II. varoval, že v případě zamítnutí referenda se on a jeho rodina přestěhují do Rakouska. Navzdory odporu od Maria Fricka, bývalého lichtenštejnského premiéra, bylo referendum v roce 2003 voliči schváleno. Odpůrci obvinili Hanse Adama, že použil citové vydírání, aby dosáhl svého cíle, a ústavní experti z Rady Evropy označili událost za retrográdní tah. Návrh na zrušení nového práva veta knížete odmítlo v referendu v roce 2012 76 % voličů. Dne 15. srpna 2004 kníže Hans Adam II. formálně delegoval většinu své suverénní pravomoci (regentství) na svého syna a dědice, dědičného knížete Aloise, jako způsob přechodu k nové generaci. Formálně zůstává Hans Adam hlavou státu.

## Kompenzace
Kníže dostává nezdaněný plat ve výši 250 000 švýcarských franků (234 000 eur nebo 6 540 000 českých korun).

## Následnictví
Lichtenštejnská monarchie praktikuje agnatickou primogenituru, jak je stanoveno rodovým právem od roku 1606.

## Tituly
Podle jejich rodového práva nese panovník tituly:
Kníže z Lichtenštejna, Vévoda z Opavska a Krnova, Hrabě z Rietbergu, Panovník z rodu Lichtenštejnů.

## Knížecí standarta

Současná osobní standarta knížete z Lichtenštejna, přijatá v roce 1982.
Osobní standarta knížete z Lichtenštejna od roku 1957 do roku 1982.
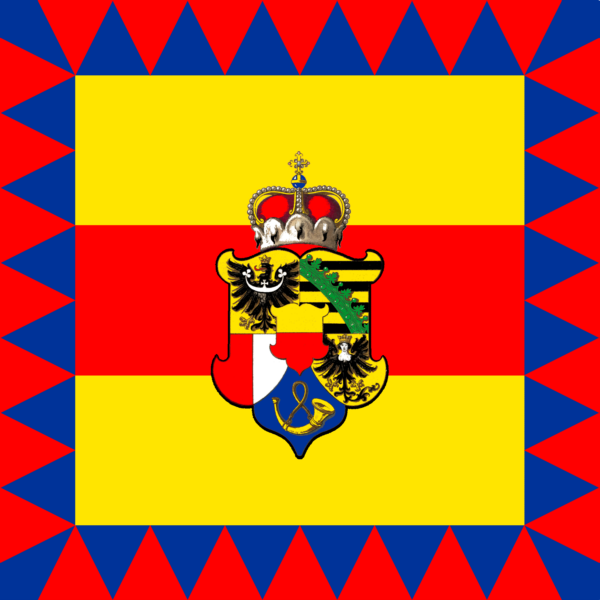
Bývalá knížecí standarta, jak vypadala v roce 1912.